# Bradunia costigutta
Bradunia costigutta là một loài bướm đêm trong họ Noctuidae.